# Количественный анализ нуклеиновых кислот
Количественный анализ нуклеиновых кислот — определение концентрации ДНК или РНК в смеси или чистом препарате. Реакции с участием нуклеиновых кислот часто требуют точных сведений о количестве и чистоте препарата. Для определения концентрации нуклеиновой кислоты в растворе используют спектрофотометрический метод и УФ-флюоресценцию, если нуклеиновая кислота содержит краситель.

## Спектрофотометрический анализ
Нуклеиновые кислоты определенным образом поглощают ультрафиолет. В спектрофотометрах образец подвергается действию ультрафиолета с длиной волны 260 нм, а фотодетектор измеряет количество света, прошедшего через образец. Чем больше света поглощено, тем выше концентрация нуклеиновой кислоты в образце.
При помощи закона Бугера — Ламберта — Бера возможно соотнести концентрацию молекул, поглощающих излучение, с количеством поглощенного света. На длине волны 260 нм средний коэффициент экстинкции для двуцепочечной ДНК составляет 0,020 (мкг/мл)−1 см−1, для одноцепочечной ДНК 0,027 (мкг/мл)−1 см−1, для одноцепочечной РНК 0,025 (мкг/мл)−1 см−1 и для коротких одноцепочечных олигонуклеотидов коэффициент экстинкции зависит от длины и соотношения азотистых оснований (около 0,030 (мкг/мл)−1 см−1). Отсюда, оптическая плотность (англ. OD, optical density) равная 1, соответствует концентрации двуцепочечной ДНК около 50 мкг/мл. Спектрофотометрический способ определения концентрации нуклеиновых кислот применяется при концентрациях до 2 OD. Более точные коэффициенты экстинкции требуются для определения концентрации олигонуклеотидов, и могут быть предсказаны при помощи модели ближайшего соседства.

### Коэффициенты пересчета
| Тип нуклеиновой кислоты    | Концентрация (мкг/мл) для 1 единицы A260 |
| -------------------------- | ---------------------------------------- |
| dsDNA (двуцепочечная ДНК)  | 50                                       |
| ssDNA (одноцепочечная ДНК) | 37                                       |
| ssRNA (одноцепочечная РНК) | 40                                       |

### Кюветы для анализа
Для определения концентрации образца найденную в стандартной кювете с величиной оптического пути 10 мм оптическую плотность необходимо разделить на соответствующий коэффициент. Например, величина поглощения 0,9 оптических единицы двуцепочечной ДНК соответствует концентрации 45 мкг/мл.

### Кюветы малого объема
Для многих биологических исследований (ДНК-микрочип, количественная ПЦР) требуется качественное и количественное определение малых объемов нуклеиновых кислот. Специальные нанофотометры позволяют определять концентрации образцов без помощи кюветы в субмикролитровых объемах, начиная от 0,3 мкл. Так как производятся измерения неразбавленного образца, воспроизводимость результатов очень высокая, а сами образцы могут быть использованы после анализа.

### Чистота образца
Часто образцы нуклеиновых кислот содержат примеси белков и других органических веществ. Отношение поглощения на длинах волн 260 и 280 нм (A260/280) часто используют для оценки чистоты препарата. Чистая ДНК имеет соотношение A260/280 порядка 1,8, образец РНК без примесей A260/280 около 2.

#### Примеси белков и отношение 260:280
Для выявления примесей белков в растворах нуклеиновых кислот, анализируют соотношение поглощения растворов на длинах волн 260 и 280 нм, так как ароматические аминокислоты в составе белков поглощают на 280 нм. Однако влияние примесных белков на определение концентрации нуклеиновых кислот невелико — лишь при значительной концентрации белка соотношение 260:280 сдвигается существенно.
Отношение 260:280 позволяет определить примесь нуклеиновых кислот в растворах белков и примесей белков в растворах нуклеиновых кислот:
| % белка | % нуклеиновой кислоты | отношение 260:280 |
| ------- | --------------------- | ----------------- |
| 100     | 0                     | 0,57              |
| 95      | 5                     | 1,06              |
| 90      | 10                    | 1,32              |
| 70      | 30                    | 1,73              |

Отношение 260:230 имеет меньшую чувствительность при определении примеси белка в растворе нуклеиновой кислоты:
| % нуклеиновой кислоты | % белка | отношение 260:230 |
| --------------------- | ------- | ----------------- |
| 100                   | 0       | 2,00              |
| 95                    | 5       | 1,99              |
| 90                    | 10      | 1,98              |
| 70                    | 30      | 1,94              |

Такие отличия обусловлены более высоким значением коэффициента молярной экстинкции нуклеиновых кислот на длинах волн 260 и 280 нм в сравнении с белками. Поэтому даже для раствора белка относительно высокой концентрации вклад в поглощение на длинах волн 260 и 280 нм небольшой. Белковое загрязнение в растворе нуклеиновой кислоты не может быть определено по соотношению 260:230.

#### Другие загрязнения
- Загрязнения фенолом, который часто используют при выделении нуклеиновых кислот, может приводить к значительным погрешностям при измерении концентрации нуклеиновых кислот. Фенол имеет максимальное поглощение на длине волны 270 нм и соотношение A260/280 около 1,2. Нуклеиновые кислоты, не содержащие фенол, имеют соотношение A260/280 около 2[1]. Примеси фенола могут значительно завысить концентрацию ДНК.
- Поглощение на длине волны 230 нм может быть вызвано загрязнениями фенолятами, тиоцианатами и другими органическими соединениями. Для чистого образца РНК отношение A260/230 должно быть около 2, для чистого образца ДНК A260/230 около 1,8.[6]
- Поглощение на длине волны 330 нм и выше указывает на другие загрязнения раствора. Поглощение на этих длинах волн для чистых препаратов нуклеиновых кислот должно быть равно нулю.
- Отрицательные значения могут быть вызваны неверным выбором раствора, использованного в качестве пустого (blank) либо быть следствием наличия флюоресцентного красителя в растворе.

## Определение количества молекул ДНК или РНК с конкретными последовательностями нуклеотидов с помощью технологии SlipChip
Для диагностических целей часто надо определить количество той или иной ДНК или РНК. Разработаны высокочувствительные методы определения ДНК и РНК в микрообъёмах образцов — каплях не превышающих несколько пиколитров. Для этого используются микрожидкостные устройства для ПЦР с одной копии нуклеиновой кислоты.